# Millettina
Millettina es un género de foraminífero bentónico considerado un sinónimo posterior de Pelosina de la familia Pelosinidae, de la superfamilia Saccamminoidea, del suborden Saccamminina y del orden Astrorhizida. Su especie tipo era Pelosina distoma. Su rango cronoestratigráfico abarcaba el Holoceno.

## Discusión
Clasificaciones previas incluían Millettina en la subfamilia Astrorhizinae, de la familia Astrorhizidae, de la superfamilia Astrorhizoidea, del suborden Textulariina y del orden Textulariida. También fue incluido en el orden Stannomida de la clase Xenophyophoria.

## Clasificación
Millettina incluía a la siguiente especie:
- Millettina distoma